# Коммунистическая партия Словакии (1992)
Коммунистическая партия Словакии (КПС; словац. Komunistická strana Slovenska) — коммунистическая партия в Словакии, действующая с 1992 года.
Партия создана 29 августа 1992 в результате слияния Коммунистической партии Словакии — 91 и Союза коммунистов Словакии, каждая из которых была создана вышедшими из существовавшей с 1939 Коммунистической партии из-за несогласия с её преобразованием в социал-демократическую Партию демократических левых.
В 2002 году КПС единственный раз в истории независимой Словакии попала в парламент, имея 11 депутатов. После уменьшения электоральных показателей на выборах 2006 года новым председателем партии был избран 29-летний Йозеф Хрдличка.
КПС является наблюдателем в Партии европейских левых.
Имеет молодёжную организацию — Союз социалистической молодёжи Словакии.

## Председатели партии
- 1992—1998 Владимир Дядо
- 1998—2006 Йозеф Шевц
- 2006 Владимир Дядо (и. о.)
- с 2006 Йозеф Хрдличка

## Участие в выборах
| Тип выборов и год)            | Голосов | %      | Мест |
| ----------------------------- | ------- | ------ | ---- |
| Парламентские выборы (1992)   | 23 349  | 0,76 % | 0    |
| Парламентские выборы (1994)   | 78 419  | 2,73 % | 0    |
| Парламентские выборы (1998)   | 94 015  | 2,79 % | 0    |
| Парламентские выборы (2002)   | 181 872 | 6,3 %  | 11   |
| Выборы в Европарламент (2004) | 31 908  | 4,54 % | 0    |
| Парламентские выборы (2006)   | 89 418  | 3,88 % | 0    |
| Выборы в Европарламент (2009) | 13 643  | 1,65 % | 0    |
| Парламентские выборы (2010)   | 21 104  | 0,83 % | 0    |
| Парламентские выборы (2012)   | 18 583  | 0,72 % | 0    |
| Выборы в Европарламент (2014) | 8 510   | 1,51 % | 0    |
| Парламентские выборы (2016)   | 16 278  | 0,62 % | 0    |